# Método iconológico
O método iconológico busca compreender uma obra em três camadas, objetivando sua a análise aplicada. A primeira etapa deste método é precisamente o registro pré-iconográfico, fase descritiva que leva em conta tema e técnica.
Por exemplo: Num quadro você pode interpretar os seus elementos.ex: uma imagem de uma mulher. a segunda etapa nível iconografico, trata da descrição abstrata da imagem de acordo com o que vejo, levando em consideração o que já foi dito na primeira etapa, e por final descreve-se a imagem de acordo com o que o referente, leva-se em conta onde, como e por que a imagem foi gerada.